# 趙熙

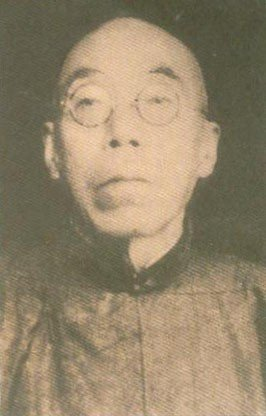
趙熙

趙熙（1867年—1948年），字尧生，号香宋，四川荣县人。清末民初翰林、学者、诗人、书画家。

## 生平
十五岁应童子试，十七岁中秀才，二十四岁中举人，二十五岁（光緒十八年，即1892年）壬辰科進士，同年五月，改翰林院庶吉士。光緒二十年四月，散館，授翰林院編修。後轉監察御史。1901年任川南经纬学堂监督。

## 著作
著有《香宋诗集》、《香宋词》等。

## 轶事
辛亥秋保路死事纪念碑北面碑文是其題寫。